# ʿAlī ibn Husain Zain al-ʿĀbidīn
ʿAlī ibn Husain Zain al-ʿĀbidīn, kurz auch Ali Zain al-Abidin (arabisch علي بن حسين زين العابدين, DMG ʿAlī bin Ḥusain Zain al-ʿĀbidīn; geboren 658 in Medina; gestorben 713 in Medina), war Sohn al-Husains und damit Urenkel des islamischen Propheten Mohammed. Seine Mutter war Schahrbanu, die eine Tochter des letzten Sassaniden-Herrschers Yazdegerd III. gewesen sein soll. Er soll somit nicht nur ein Nachkomme Mohammeds, sondern auch ein (inoffizieller) Prinz von Persien gewesen sein. Deshalb wurde er auch Ibn al-Chiyaratain / ابن الخيرتين / ‚von den zwei Besten‘ genannt. Gemeint ist damit seine „doppelt-noble“ Abstammung, deren Historizität allerdings umstritten ist.
Er wurde auch Imam Saddschad genannt, was so viel bedeutet, wie „der sich Niederwerfende“, weil er stundenlang in seine Gebete vertieft war. Er war der 4. Imam der Schiiten. An der Schlacht von Kerbela, bei der sein Vater getötet wurde, nahm er wegen einer Erkrankung nicht teil. Anschließend führte er ein ruhiges Leben in Medina. Er weigerte sich, den Aufstand von Al-Muchtar zu unterstützen, und hielt sich auch aus anderen politisch-religiösen Streitigkeiten heraus, insbesondere aus der Revolte von Ibn Zubair nach dem Tod von Yazid I.

## Familie
Alī ibn Husain war der Sohn von al-Husain ibn ʿAlī und Schahr Banu.
Er hatte 11 Söhne und 4 Töchter:
1. Muḥammad al-Bāqir (fünfter Imam der Schiiten)
2. Abdullah
3. Ḥasan
4. Ḥusain al-Akbar
5. Zaid
6. Umar
7. Ḥusain al-Aṣġar
8. Abd al-Raḥmān
9. Sulaimān
10. Alī
11. Ḫadīğa
12. Muhammad al-Aṣġar
13. Fāṭima
14. Illīya
15. Umm Kulṯūm

## Gefährten
- Abū Hamzah al-Thumālī
- Abū Ḫālid Kābulī
- Abān Ibn Taġlib
- Ğābir Ibn ʿAbdullāh Anṣārī
- Sulaim Ibn Qais Hilālī
- Ḥasan Ibn Muḥammad Ibn Ḥanafīya
- Saʿīd Ibn Musayyib Ibn Ḥuzn Qurašī Maḫzūmī
- Yaḥyā Ibn Umm Ṭuwail
- Saʿīd Ibn Ğubair
- Muḥammad Ibn Ğubair Ibn Muṭʿim

## Tod
Alī ibn Husain wurde 713 auf Befehl von Walīd Ibn ʿAbd al-Malik vergiftet. Nach seinem Tod entbrannte zwischen zwei seiner Söhne, Muhammad und Zaid, ein Streit um seine Nachfolge als Imam. Beigesetzt ist er auf dem al-Baqi'-Friedhof in Medina, Saudi-Arabien. Seine Grabanlage wurde 1926 nach der saudischen Eroberung des Königreichs Hedschas von den Ichwān, fanatischen Anhängern der Wahhabiten, zerstört.

## Werke
As-Sahifa us-Sajjadiyya: Sammlung von islamischen Lehren und Gebeten.
Risālat al-Ḥuqūq: In dieser Abhandlung werden 50 verschiedene „Rechte“ aufgeführt.